# Вестланд Визл
Вестланд Визл (енгл. Westland Weasel) је ловачки авион направљен у Уједињеном Краљевству. Авион је први пут полетео 1918. године. 

Највећа брзина авиона при хоризонталном лету је износила 209 km/h.
Распон крила авиона је био 10,8 метара, а дужина трупа 7,57 метара. Био је наоружан са два митраљеза калибра 7,7 милиметара Викерс и једним или два митраљеза Луис.

## Наоружање
| Наоружање авиона: Вестланд Визл |                     |
| Ватрено (стрељачко) наоружање   |                     |
| Топ                             |                     |
| Митраљез                        |                     |
| Број и ознака митраљеза         | 2 Викерс + 1-2 Луис |
| Калибар                         | 7,7                 |
| Бомбардерско наоружање (бомбе)  |                     |
| Ракетно наоружање (ракете)      |                     |